# Piłka nożna na Cyprze
Piłka nożna (gr. Ποδόσφαιρο poðosfeɾo) na Cyprze (na wyspie Cypr) pojawiła się w XIX wieku. Za "ojca" piłki nożnej na Cyprze uznaje się Canona Franka Darvalla Newhama, założyciela The English School w Nikozji, jednak Anglicy w piłkę nożną na Cyprze grali już w 1878 roku. Początkowo w piłkę nożną grano wyłącznie w szkołach. Sport okazał się bardzo popularny, w wyniku czego zaczęły powstawać pierwsze kluby. Początkowo rywalizowały one towarzysko, a pierwsze nieoficjalne rozgrywki odbyły się w 1932 roku.
Nie licząc niektórych sporadycznych wygranych w pojedynkach z reprezentacjami z wyższych miejsc w rankingu FIFA, osiąganych głównie w meczach na Cyprze, reprezentacja nie odniosła żadnego sukcesu. Jednocześnie w ostatnich latach cypryjskie kluby potrafiły osiągnąć fazę grupową Ligi Mistrzów. Cypr stał się najmniejszym (zarówno pod względem powierzchni, jak i liczby ludności) suwerennym państwem, który był reprezentowany w głównej fazie najbardziej prestiżowego turnieju klubowego w Europie, od czasu wprowadzenia fazy grupowej w 1992 roku. APOEL FC przeszedł także do historii jako pierwsza drużyna cypryjska, która awansowała do etapu pucharowego Ligi Mistrzów UEFA w 2012 roku, a także do 1/16 Ligi Europy UEFA w 2017 roku.

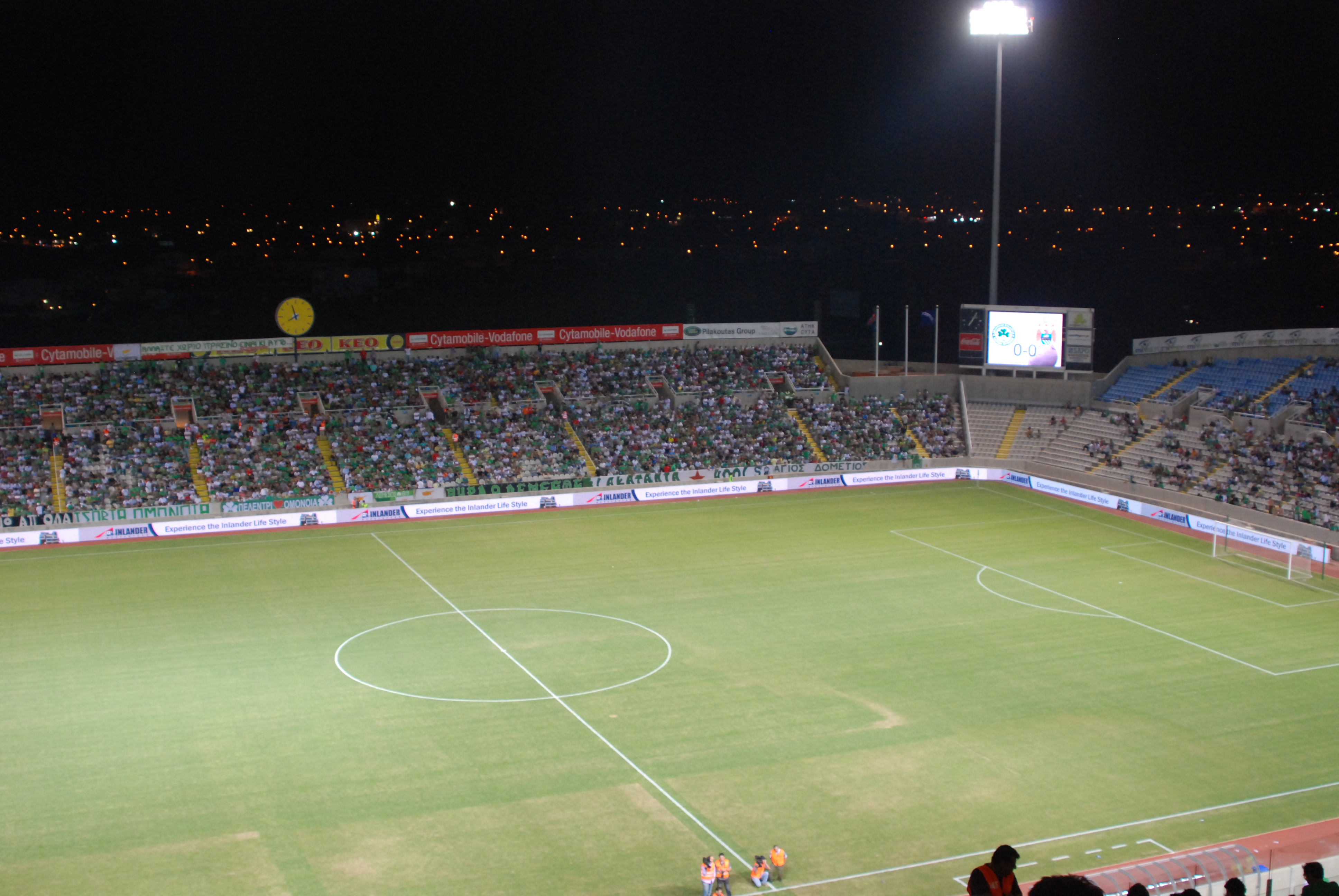
Stadion GSP w Nikozji.

Rywalizacja między zespołami, które tradycyjnie powiązane są z partiami politycznymi, wzrosła w ciągu dziesięcioleci, a mecze często były przyczynkiem do krwawych konfliktów między fanami. Zwłaszcza, że fani mocno identyfikują się ze swoimi zespołami nie tylko ze względu na historię, ale także na powiązanie danej partii politycznej ze swoim zespołem. Bardziej prawicowi fani machają faszystowskimi symbolami podczas meczów, podczas gdy skrajni fani lewicowi - symbolami związanymi z komunizmem. Najsłynniejsi kibice Omonii w sezonie 2011/12 wykonali ogromną choreografię sierpa i młota, podczas gdy fani APOEL-u i innych prawicowych klubów machali faszystowskimi symbolami.

## Format rozgrywek
W obowiązującym systemie ligowym cztery najwyższe klasy rozgrywkowe są ogólnokrajowe. Dopiero na piątym poziomie pojawiają się grupy regionalne.

## Puchary
Rozgrywki pucharowe rozgrywane na Cyprze to:
- Puchar Cypru
- Superpuchar Cypru - mecz między mistrzem kraju i zdobywcą Pucharu
- Puchar Cypru lig niższych - dla klubów z trzeciego i czwartego poziomu rozgrywek

## Reprezentacja Cypru
Reprezentacja Cypru nie zakwalifikowała się jeszcze do żadnych większych zawodów FIFA lub UEFA, ale w ostatnich turniejach kwalifikacyjnych widoczny jest progres.

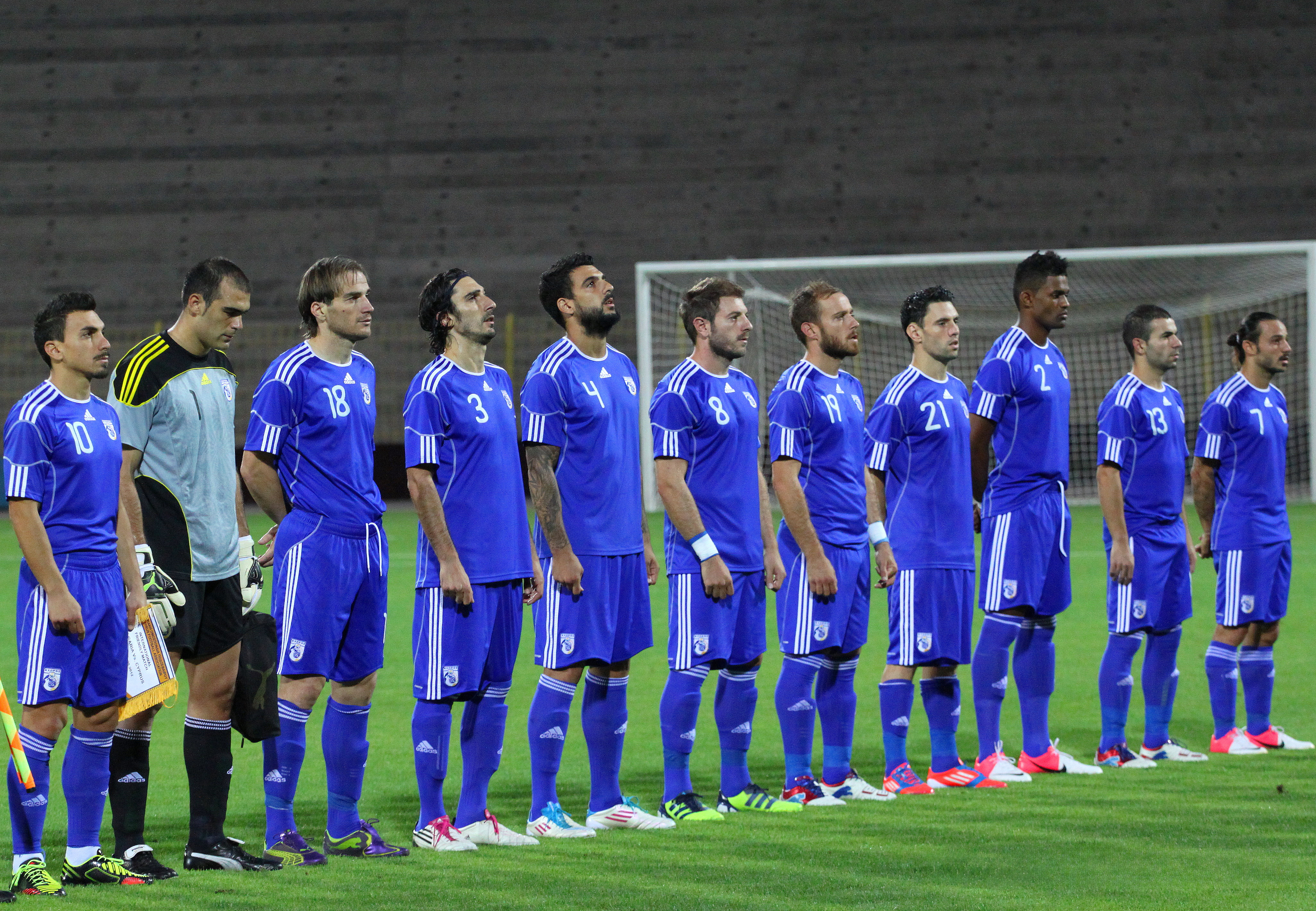
Reprezentacja Cypru w piłce nożnej mężczyzn w 2012 roku.

Najwyższe miejsce w rankingu FIFA (43.) Cypr odnotował w październiku 2010 roku.

## Kwestia Cypru Północnego
Początki rozłamu cypryjskiej piłki nożnej na grecką i turecką sięgają 1955 roku. W wyniku destabilizacji pokoju na wyspie, będącej wówczas formalnie kolonią brytyjską, Cypryjski Związek Piłki Nożnej wykluczył z rozgrywek kluby etnicznie tureckie. Efektem tych działań było powołanie Związku Piłki Nożnej Cypru Tureckiego oraz własnych rozgrywek klubów mniejszości tureckiej. W kolejnych latach etniczny nacjonalizm stał się realnym zagrożeniem dla stabilności na wyspie. Zamach stanu na Cyprze oraz inwazja turecka na Cypr w 1974 roku sprawiły, że mimo obustronnego zawieszenia broni faktyczny stał się taksim Cypru. Spowodowało to konieczność przeniesienia się greckich klubów na południe od Zieloniej linii. Anorthosis przeniósł się z Famagusty do Larnaki, podobnie Nea Salamina, Doksa z Katokopii do Peristerony, ASIL Lysi do Larnaki. Najbardziej utytułowanym klubem mniejszości tureckiej, który występował w rozgrywkach cypryjskich jest Çetinkaya TSK.